# دوونجی (ارجیش)
دوونجی (به ترکی استانبولی: Düvenci) یک منطقهٔ مسکونی در ترکیه است که در ارجیش واقع شده‌است.